# Baisieux (Quiévrain)
Pour les articles homonymes, voir Baisieux.
Baisieux est une section de la commune belge de Quiévrain, située en Wallonie dans la province de Hainaut.
C'était une commune à part entière avant la fusion des communes de 1977.
Ses habitants ne sont pas des Basiliens comme dans la commune homonyme française de Baisieux, elle aussi sur la frontière franco-belge, mais des Basigomiens.

## Toponymie
Attestation du nom en 1057 Baiseio et en 1189 Basiu.
Il remonte probablement au composé romano-germanique Bacivum cf. Baizieux (France, Somme, Bacivum VIe siècle) basé sur le germanique *baki, ruisseau, suivi d'un pseudo-suffixe -ivu(m) par analogie avec le latin rivu(m) qui est également, par exemple, à l'origine de la commune de Bézu-Saint-Éloi en Normandie (Bacivum 691, 706; Basiu 854). L'évolution de Bacivum en Bézu est de type francien, alors que l'évolution en Baisieux est de type picard. De même rivum a donné ru en français et rieu en picard.
La mention Basiacum s'explique par une confusion avec le suffixe -acum qui dans cette région aurait donné Baisy. Le gentilé des habitants est, comme c'est souvent le cas, basé sur une étymologie erronée.

## Géographie

### Situation
Baisieux, situé dans le canton de Dour, présente une altitude variant de 27 m au niveau de la frontière avec Quiévrechain jusqu'à 66 m à l'est, à la frontière avec le village d'Élouges.
Le village est traversé par trois cours d'eau : la Petite-Honnelle qui traverse le village au centre, ainsi que l'Hogneau et l'Aunelle, qui marquent la frontière avec la France.

## Évolution démographique
- Sources : INS, Rem. : 1831 jusqu'en 1970 = recensements, 1976 = nombre d'habitants au 31 décembre.

## Histoire
Les mentions les plus anciennes du village de Baisieux sous la forme de Basiacum se retrouvent dans une charte de 965. Une chaussée romaine, la chaussée Brunehaut de Bavay à Tournai, traverse l'est du village.
Un bien beau village campagnard, groupant des fermes qui règnent sur 750 hectares de prairies et de terres, à peu près à mi-chemin entre Quiévrain et Angre.
Sur la route de Quiévrain, un massif forestier, « Le Bois de Deduit », une oasis de chaude verdure, rompt un peu la monotonie du paysage.
La seigneurie de Baisieux, arrosée par les deux Honnelles, fut détenue d'abord par une famille de ce nom avant de passer à la famille de Quiévrain et aux autres lignées qui possédèrent ensuite la terre de Quiévrain (Aspremont, Lalaing, Bretagne, Croy, Arenberg). Une partie du territoire du village faisait en outre partie de la seigneurie d'Hensies.
L'emplacement qu'elle occupait s'appelle le pré de Maugré (mauvais gré).
L'histoire du village abonde en faits plutôt dramatiques et calamiteux. En 1364, le château de Maugré abritait Siger II d'Enghien, un des principaux seigneurs du Hainaut. Le duc Albert de Bavière, régent du comté de Hainaut, l'y fit arrêter le 18 mars de cette année, mener au palais du Quesnoy où il eut la tête tranchée.
La forteresse de Maugré fut assiégée et prise en 1396 par le même duc Albert et en 1423 par sa petite-fille Jacqueline de Bavière.
Le duc d'Alençon le fit raser en 1578.
Le 26 août 1649, Baisieux fut envahi par les troupes de Louis XIV qui le pillèrent et y mirent le feu : deux maisons seulement échappèrent au désastre.

## Le village en images

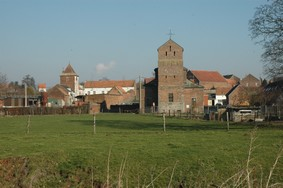
L'église et la Ferme du Mayeur (Descamps).
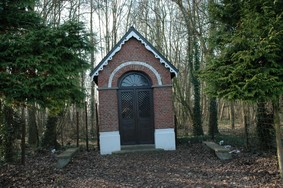
La chapelle Notre-Dame du Bon Remède.
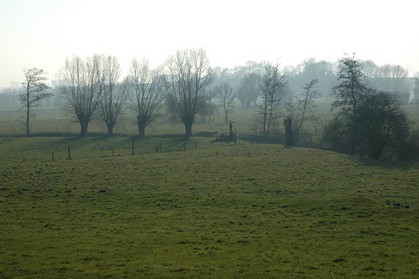
La vallée des deux Honnelles depuis le Bois.
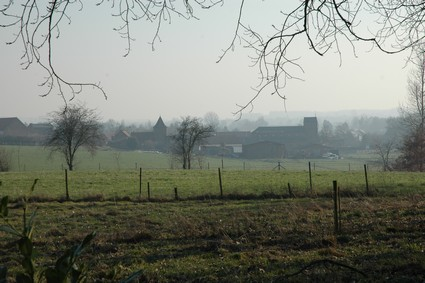
Le village depuis le Bois du Duis.
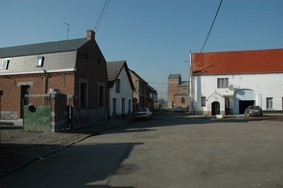
Rue Joseph Descamps.
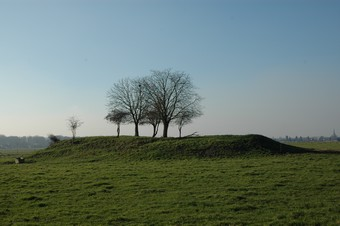
Un ancien terril, rue de Carochette.
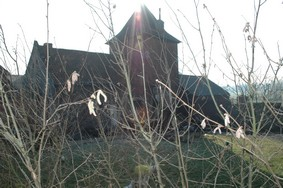
La Ferme du Mayeur.
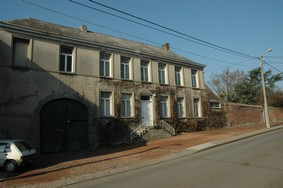
La Ferme Scouvemont.
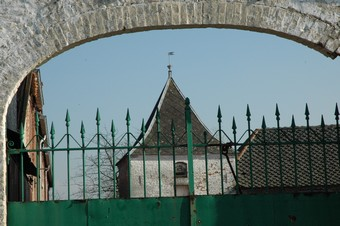
Une ferme sur la grand-place.
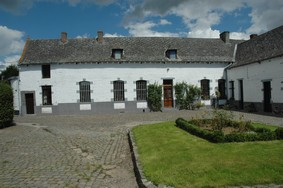
Ferme Lens-Dubois, rue de Bavay.
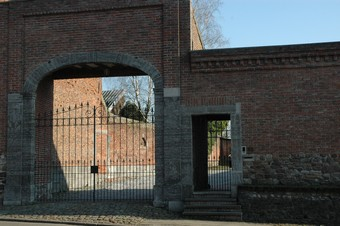
Ferme Preux, rue Scouvemont.
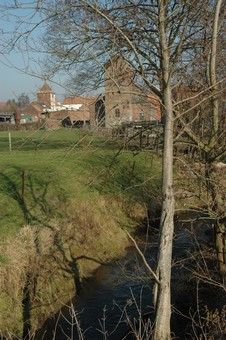
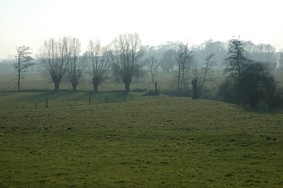

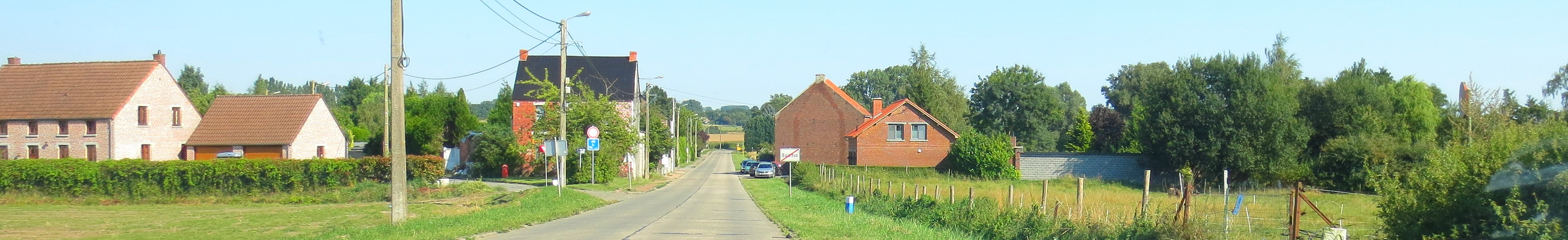
Vue panoramique de Baisieux.